# デジタルグローブ
デジタルグローブ（DigitalGlobe）は、アメリカ合衆国コロラド州ロングモントに本社を置く企業。人工衛星を活用したリモートセンシングを行っている。2017年、カナダの宇宙産業MDA社に買収され、マクサー・テクノロジーズとなった。

## 概要
1992年にアメリカ合衆国カリフォルニア州オークランドで設立された。設立された当時、アメリカ合衆国では衛星画像の画像処理技術が発達し、リモートセンシング事業が推進されており、デジタルグローブ社はアメリカ国防総省から認可を受けてリモートセンシングを事業とした。創設者は、ウォルター・スコットとDoug Gerullだった。ウォルター・スコットは、カリフォルニア州リバモアにあるローレンス・リバモア国立研究所の一員であり、Doug Gerullは政府による戦略防衛構想計画に参加していた。
2012年7月23日にGeoEye社と合併することで合意に達し、2013年1月に合併して、デジタルグローブ社が存続会社になった
。
2017年2月、MDAとデジタルグローブは、MDAがデジタルグローブを24億米ドルで買収することで合意に達した。
2017年10月5日、マクサー・テクノロジーズにブランド名を変更し、本社を米国コロラド州に移転した。

## 人工衛星
近年では、デジタルグローブ社の衛星画像がマスメディアやGoogleマップなどに利用されており、活躍の場を広げている。以下はデジタルグローブ社の保有する衛星。
- IKONOS (en:Space Imaging社が打上げ)
- クイックバード
- WorldView-1
- WorldView-2
- en:WorldView-3
- GeoEye-1 (GeoEye社が打上げ)
- WorldView-4

2014年6月に、アメリカ合衆国連邦政府が規制していた商業衛星の解像度が50cmから25cmまで規制緩和されたのを受けて、高解像度の人工衛星が投入されるようになった。